# Holotrichia costulata
Holotrichia costulata är en skalbaggsart som beskrevs av Frey 1970. Holotrichia costulata ingår i släktet Holotrichia och familjen Melolonthidae. Inga underarter finns listade i Catalogue of Life.